# Chargé
Chargé település Franciaországban, Indre-et-Loire megyében. Lakosainak száma 1352 fő (2022. január 1.). Chargé Amboise, Limeray, Mosnes, Pocé-sur-Cisse, Saint-Règle és Souvigny-de-Touraine községekkel határos.

## Népesség
A település népességének változása:
| Lakosok száma | 525  | 757  | 862  | 1013 | 1252 | 1293 | 1304 | 1311 | 1330 | 1352 |
|               | 1968 | 1982 | 1990 | 2006 | 2013 | 2015 | 2017 | 2019 | 2020 | 2022 |